# Breviceratops
Breviceratops (de brevi, breve, curto, e ceratops, rosto com chifre) era um dinossauro herbívoro Ceratopsia do final do Cretáceo, encontrado na Mongólia.
Como todos os Ceratopsia, o Breviceratops era um herbívoro.[carece de fontes?]